# Məhəmməd Əbdülhəmidov
Məhəmməd Əziz oğlu Əbdülhəmidov (ur. 16 listopada 1986 w Machaczkale) – azerski bokser, uczestnik igrzysk olimpijskich w 2012.
W 2005 został wicemistrzem Rosji. Rok później na tych samych zawodach zajął trzecią pozycję. W 2007 ponownie uplasował się na drugim miejscu, a w następnym roku wygrał. W 2010 został mistrzem Azerbejdżanu. W tym samym roku zajął siódmą lokatę na mistrzostwach Europy.
Zawody na igrzyskach w 2012 rozpoczął od drugiej rundy (w pierwszej miał wolny los). W pierwszej walce jego rywalem był Japończyk Satoshi Shimizu. Pojedynek ten zakończył się skandalem, gdyż w wyniku kontrowersyjnych decyzji sędziowskiej zwycięzcą został Azer, jednakże po odwołaniu Japończyka werdykt został zmieniony. Ponadto otrzymał on 500 dolarów odszkodowania za wcześniejsze decyzje.